# Kostka (geslacht)
Kostka is een geslacht van insecten uit de familie van de gaasvliegen (Chrysopidae), die tot de orde netvleugeligen (Neuroptera) behoort.

## Soort
- K. nacaratus Navás, 1913